# Aéroport international de Pelotas
L'aéroport international de Pelotas (code IATA : PET • code OACI : SBPK) est un aéroport situé à Pelotas, dans l'État du Rio Grande do Sul, au Brésil.